# كيري جوزيف
كيري جوزيف (بالإنجليزية: Kerry Joseph)‏ هو لاعب كرة القدم الكندية أمريكي، ولد في 4 أكتوبر 1973 في نيو أيبيريا في الولايات المتحدة.